# António Ribeiro
António Ribeiro (Celorico de Basto, 21 maggio 1928 – Lisbona, 24 marzo 1998) è stato un cardinale e patriarca cattolico portoghese.

## Biografia
Nacque a Gandarela de Basto (Celorico de Basto) il 21 maggio 1928.
Papa Paolo VI lo elevò al rango di cardinale nel concistoro del 5 marzo 1973.
Morì di cancro il 24 marzo 1998 all'età di 69 anni nella sua casa di Lisbona.

## Genealogia episcopale e successione apostolica
La genealogia episcopale è:
- Cardinale Scipione Rebiba
- Cardinale Giulio Antonio Santori
- Cardinale Girolamo Bernerio, O.P.
- Arcivescovo Galeazzo Sanvitale
- Cardinale Ludovico Ludovisi
- Cardinale Luigi Caetani
- Cardinale Ulderico Carpegna
- Cardinale Paluzzo Paluzzi Altieri degli Albertoni
- Papa Benedetto XIII
- Papa Benedetto XIV
- Cardinale Enrico Enriquez
- Arcivescovo Manuel Quintano Bonifaz
- Cardinale Buenaventura Córdoba Espinosa de la Cerda
- Cardinale Giuseppe Maria Doria Pamphilj
- Papa Pio VIII
- Papa Pio IX
- Cardinale Alessandro Franchi
- Cardinale Gaetano Aloisi Masella
- Cardinale José Sebastião d'Almeida Neto, O.F.M.Disc.
- Vescovo António José de Souza Barroso
- Vescovo Manuel Luís Coelho da Silva
- Cardinale Manuel Gonçalves Cerejeira
- Cardinale António Ribeiro

La successione apostolica è:
- Vescovo Augusto César Alves Ferreira da Silva, C.M. (1972)
- Arcivescovo Maurílio Jorge Quintal de Gouveia (1974)
- Vescovo Francisco Antunes Santana (1974)
- Vescovo Aurélio Granada Escudeiro (1974)
- Vescovo António Baltasar Marcelino (1975)
- Vescovo António Francisco Marques, O.F.M. (1975)
- Vescovo João Alves (1975)
- Cardinale José da Cruz Policarpo (1978)
- Vescovo Albino Mamede Cleto (1983)
- Vescovo António Ramos Monteiro, O.F.M.Cap. (1987)
- Vescovo Horácio Coelho Cristino (1987)
- Vescovo Januário Torgal Mendes Ferreira (1989)
- Vescovo António Vitalino Fernandes Dantas, O.Carm. (1996)